# 大安 (西夏)
大安（だいあん）は、西夏の恵宗の治世で用いられた元号。1075年 - 1085年（鄧洪波『東亞歴史年表』に拠る）。
西夏の元号については年代比定に異説があり、例えば藤島達朗・野上俊静編『東方年表』では1076年 - 1085年とする。

## 西暦等との対照表
| 大安 | 元年     | 2年     | 3年      | 4年      | 5年     | 6年     | 7年     | 8年     | 9年     | 10年     | 11年     |
| 西暦 | 1075年   | 1076年  | 1077年   | 1078年   | 1079年  | 1080年  | 1081年  | 1082年  | 1083年  | 1084年   | 1085年   |
| 干支 | 乙卯     | 丙辰    | 丁巳     | 戊午     | 己未    | 庚申    | 辛酉    | 壬戌    | 癸亥    | 甲子     | 乙丑     |
| 遼   | 太康元年 | 太康2年 | 太康3年  | 太康4年  | 太康5年 | 太康6年 | 太康7年 | 太康8年 | 太康9年 | 太康10年 | 太安元年 |
| 北宋 | 熙寧8年  | 熙寧9年 | 熙寧10年 | 元豊元年 | 元豊2年 | 元豊3年 | 元豊4年 | 元豊5年 | 元豊6年 | 元豊7年  | 元豊8年  |